# Johann Philipp Heberer
Johann Philipp Heberer (* 7. Juni 1625 in Schweinfurt; † 30. September 1701 in Weißenburg in Bayern) war Rechtswissenschaftler (JCtus) sowie hochfürstlicher Eichstädter und hochgräflich pappenheimisch-hochansehnlicher Rat und danach ältester Consulent und Syndicus bei der Reichsstadt Weißenburg.

## Leben und Wirken

### Familie
Heberer entstammte einer Familie, deren Mitglieder sich über mehr als hundert Jahren um das öffentliche Wohl und verschiedene Freie und Reichsstädte des Heiligen Römischen Reichs Deutscher Nation verdient gemacht haben.
Sein UrUrGroßvater war E(h)rhardt Heberer (ca. 1525–1581), der mit Veronica Lösch verheiratet war.  Erhard Heberer war seit 1556 in verschiedenen Funktionen als Bürgermeister und Spitalkeller sowie  in anderen Funktionen im Rat Stadt Schweinfurt tätig und ist im Jahre 1581.
Erhard Heberer ist anscheinend mit dem Reformator Philipp Melanchthon verwandt. Johann Heberer aus Bretten hatte  Katharina Schwarzerdt (1520-vor 1578) geheiratet. Diese war die Tochter des Georg Schwarzerdt (1501-um 1565), dem Bruder des Reformators Philipp Melanchthon (Schwarzerdt) Die Eheleute Heberer waren Eltern  des Reiseschriftstellers  Michael Heberer
Der Vater von Johann Philipp Heberer war Johann Elias Heberer (1589–1634) der Sohn des Syndicus, Stadtschreibers und Geschichtsschreibers der Stadt Schweinfurt Johann Heberer (1568–1628) in Schweinfurt. Dieser war Sohn des E(h)rhardt Heberer (ca. 1525–1581), der mit Veronica Lösch verheiratet war. Johann Heberer war mit Margarethe Holdt (Heldt?) verheiratet, der Tochter des Johann Holdt (Heldt?).
Sein Vater Johann Elias Heberer war verheiratet mit Anna Barbara Höllerich (1602–1635), der Tochter des Tuchscherers und Ratsherrn Johann Höllerich (1541–1614) und seiner Ehefrau Barbara Goebel.
Ein Onkel war der Notar (Not. publ) Johann Heberer (1608–1675), der zur Zeit seiner Eheschließung im Jahre 1633 Verwalter zu Bergrheinfeld bei Schweinfurt gewesen ist. Er war von 1673 bis 1684 Mitglied des Rates in Schweinfurt.
Ein anderer Onkel war Marcus Heberer, ab 1628 Stadtschreiber und Stadtsyndicus in Schweinfurt.
Ein weiterer Onkel war Johann Erhard Heberer (1604–1663), während des Dreißigjährigen Krieges schwedischer Administrator des Amtes Mainburg, Handelsmann, Ratsherr und Bürgermeister in Schweinfurt.
Johann Philipp Heberer war verheiratet mit Anna Helena Mechl. Aus der Ehe entstammen der Lic. Wolfgang Wilhelm Heberer († 1721), Königlich Polnischer und Kurfürstlicher Sächsischer und Hofgräflicher Pappenheimischer Rat, Syndicus, Konsistorialpräsident u. Lehen Probst sowie Reichsquartiermeister des Heiligen Römischen Reichs und Johann Wolfgang Heberer (1675–1730), Consulent und Syndicus in Weißenburg in Bayern.

### Leben und Bedeutung
Heberer studierte ab 1643 Rechtswissenschaft an der Universität in Altdorf bei Nürnberg und promovierte 1652 mit einer Dissertation zum Prozess- und Sachenrecht zum Dr. iur. utr. Seine Dissertationsschrift widmete er dem Ratsconsulenten in Schweinfurt Dr. Johann Höfel (1600–1683) und seinen vorgenannten Verwandten, dem Stadtschreiber, Syndicus und Juristen Marcus Heberer, dem Ratsherrn Johann Erhard Heberer sowie dem Notar Johannes Heberer.
Zunächst war er hochfürstlicher Eichstädter und hochgräflich pappenheimisch-hochansehnlicher Rat. 1655 wurde er in der freien Reichsstadt Weißenburg im jetzigen Bayern zum Stadtsyndicus bestellt und übte dieses Amt fast 50 Jahre lang bis zu seinem Tod im Jahre 1701 aus.
1704 wurde sein Sohn Johann Wolfgang Heberer als sein Nachfolger zum Stadtsyndicus bestellt.

## Dissertation und sonstige Werke
- Heberer, Johann Philipp, Disputatio Inauguralis De Novi Operis Nunciation, Altdorf 1652, Volltext digital
- Walther, Georg Christoph ; Walther, Walpurga ; Jungerman, Ludovicus ; Felwinger, Joh. Paul ; Heberer, Johann. Philipp ; Facius, Joh. Philippus ; Lützen, Mixturus Canthius von ; Seladon ; Nebucadnezar, Pandalivcon ; P. U. V. ; C. G. H. ; C. S. P. ; Cazazius, Hochzeitliche Ehren- und Schertz-gedichte zu sonderbahren belieblichen gefallen Dem Wohlehrenvesten/Großachtbarn und Hochgelahrten Herrn Georg Christoph Walthern Beyder rechten Doctorn und bey der Heyl. ReichsStatt Nürnberg Advocaten Alß Er sich Ehlich vermählet mit Der Wohlehrenreichen und viel Tugendbegabten Jungfrauen Walpurg Rumplerin ; Welches geschehen an 9. Aug. im 1652. Jahr. Wohlmeinentlich auffgesetzt Von Dessen Guten Gönnern/Freunden und gewesenen Tischpurschen, Altdorff 1652, www.Gateway-Bayern.de, Katalog,